# Brunettia clavigera
Brunettia clavigera är en tvåvingeart som beskrevs av Quate 1967. Brunettia clavigera ingår i släktet Brunettia och familjen fjärilsmyggor. Inga underarter finns listade i Catalogue of Life.